# Синий обелиск
«Синий обелиск» (англ. Blue Obelisk) — неформальная группа химиков, которые в своей деятельности следуют политике открытых стандартов, открытых данных и открытого программного обеспечения. Создана в 2005 году по инициативе британского химика Питера Мюррей-Руста и его единомышленников.
«Синий обелиск» поддерживается рядом программных продуктов по хемоинформатике, разработанных на базе открытого программного обеспечения, в частности: Avogadro (англ.), Bioclipse (англ.), Chemistry Development Kit, JChemPaint, JOELib, Kalzium, Openbabel, OpenSMILES и UsefulChem.
Проект «Синий обелиск» учредил собственную награду за личные заслуги в развитии открытых данных с открытым исходным кодом и открытых стандартов. Среди награждённых — Кристоф Стейнбек (2006), Джефф Хатчинсон (2006), Боб Хансон (2006), Эгон Виллигаген (2007), Жан-Клод Брэдли (2007), Оле Спьют (2007), Ноэль O’Бойл (2010), Раджарши Гуха (2010), Кэмерон Нейлон (2010), Алекс Уэйд (2010), Нина Желязкова (2010), Генри Рзепа (2011), Дэн Захаревиц (2011) и Маркус Хенвелл (2011).